# Розтока (Нижньосілезьке воєводство)
Розтока (пол. Roztoka, нім. Rohnstock) — село в Польщі, у гміні Добромеж Свідницького повіту Нижньосілезького воєводства.
Населення — 1077 осіб (2011).

## Демографія
Демографічна структура станом на 31 березня 2011 року:
|          | Загалом | Допрацездатний вік | Працездатний вік | Постпрацездатний вік |
| -------- | ------- | ------------------ | ---------------- | -------------------- |
| Чоловіки | 517     | 99                 | 386              | 32                   |
| Жінки    | 560     | 101                | 355              | 104                  |
| Разом    | 1077    | 200                | 741              | 136                  |

## Галерея

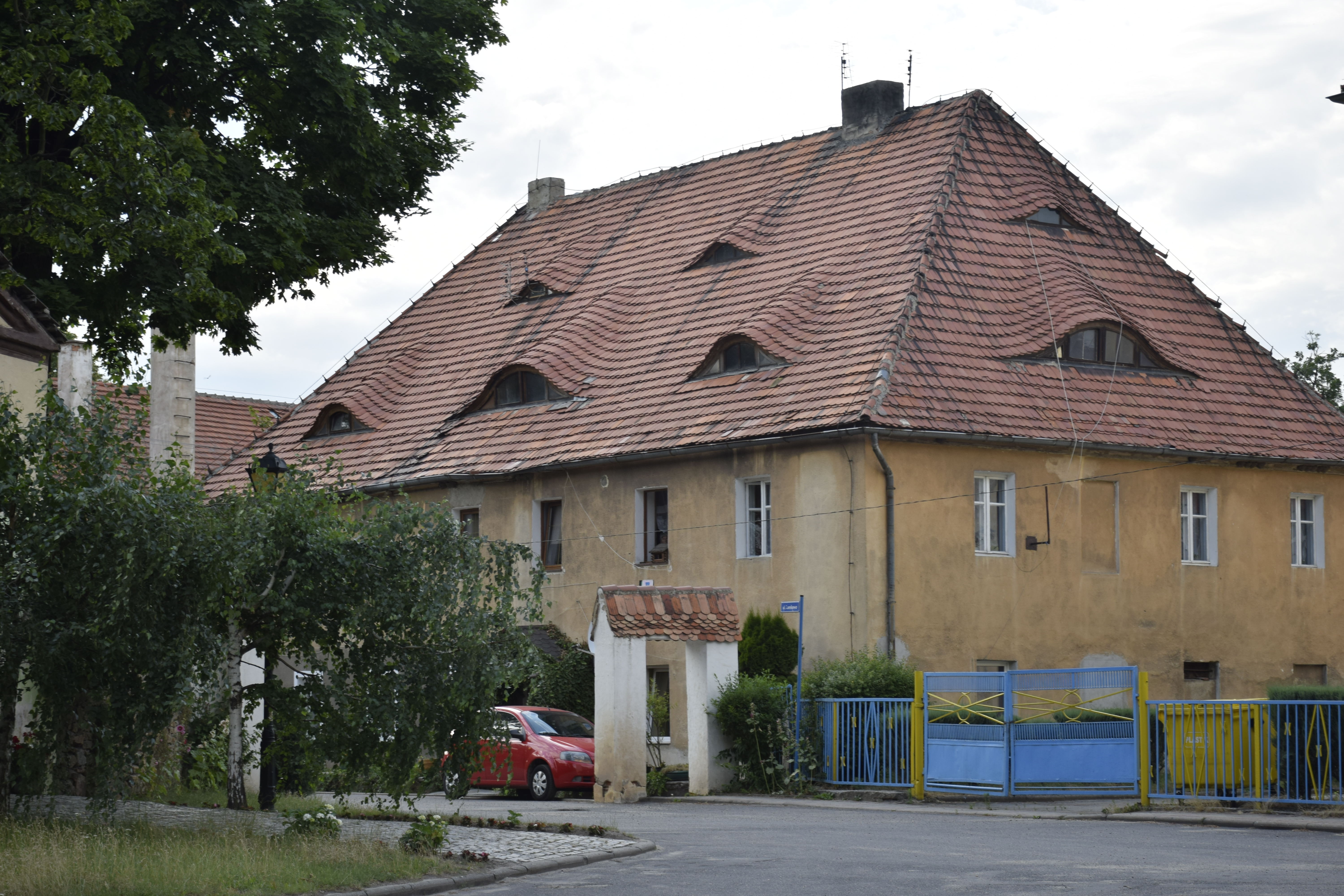
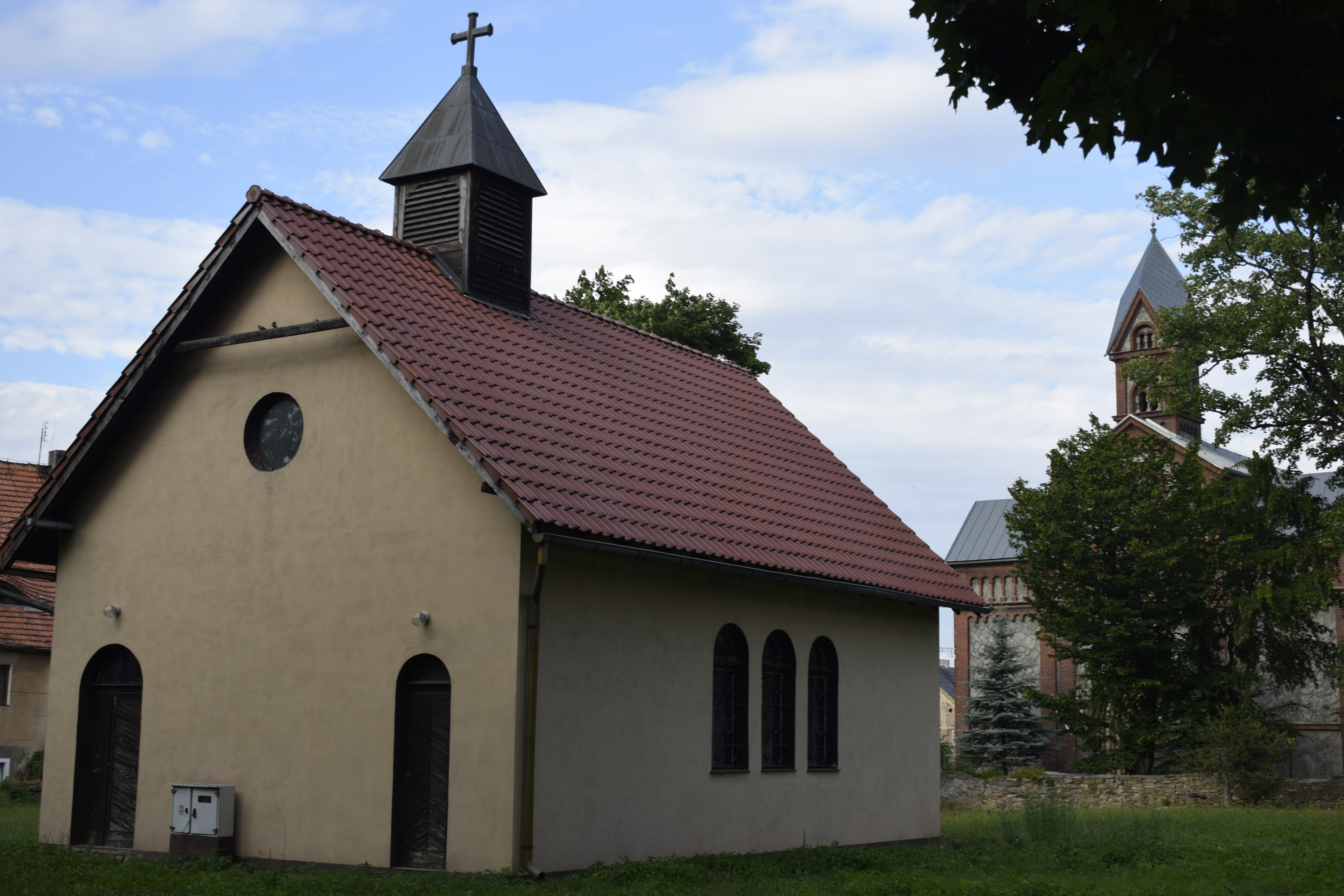
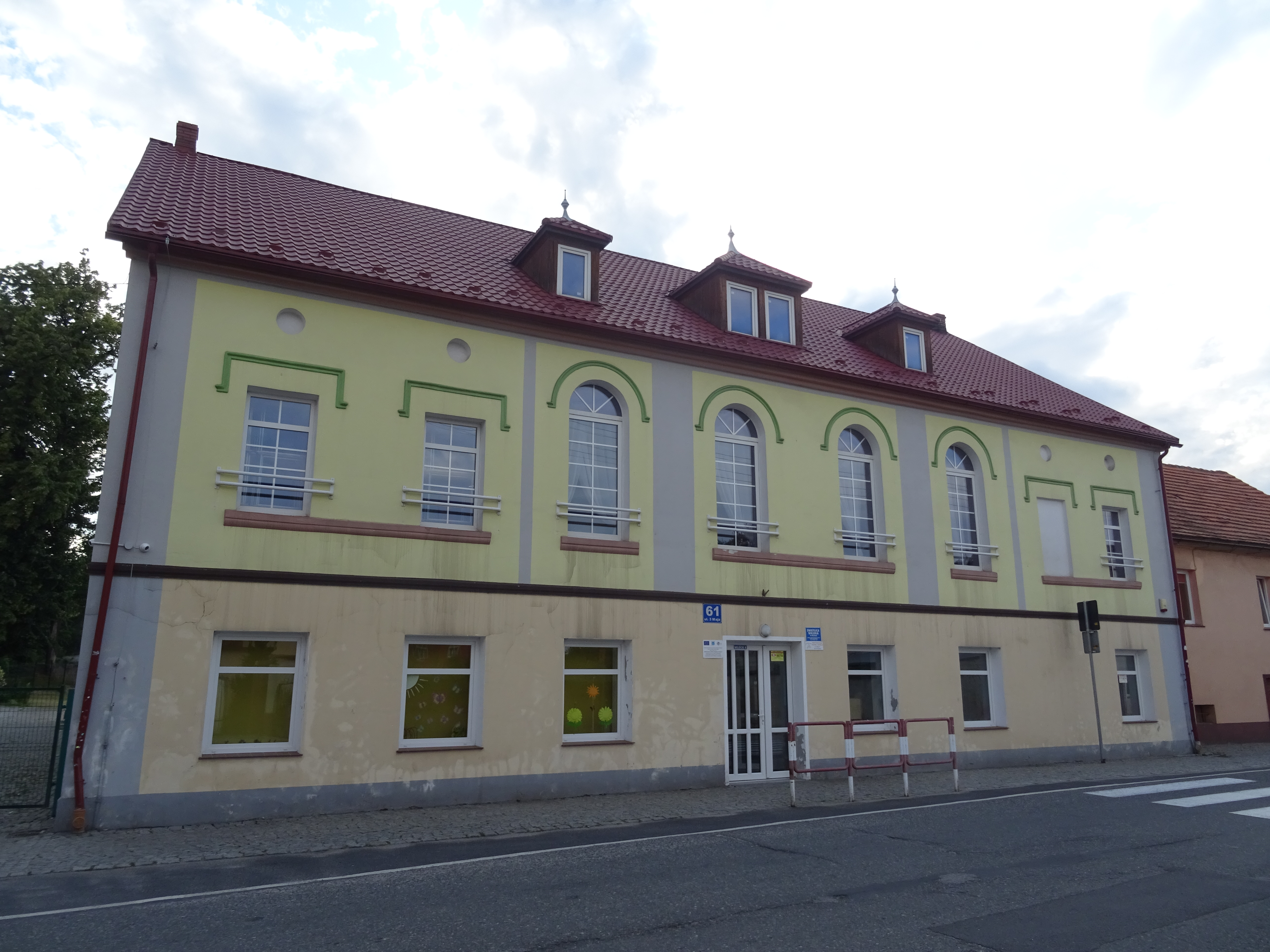
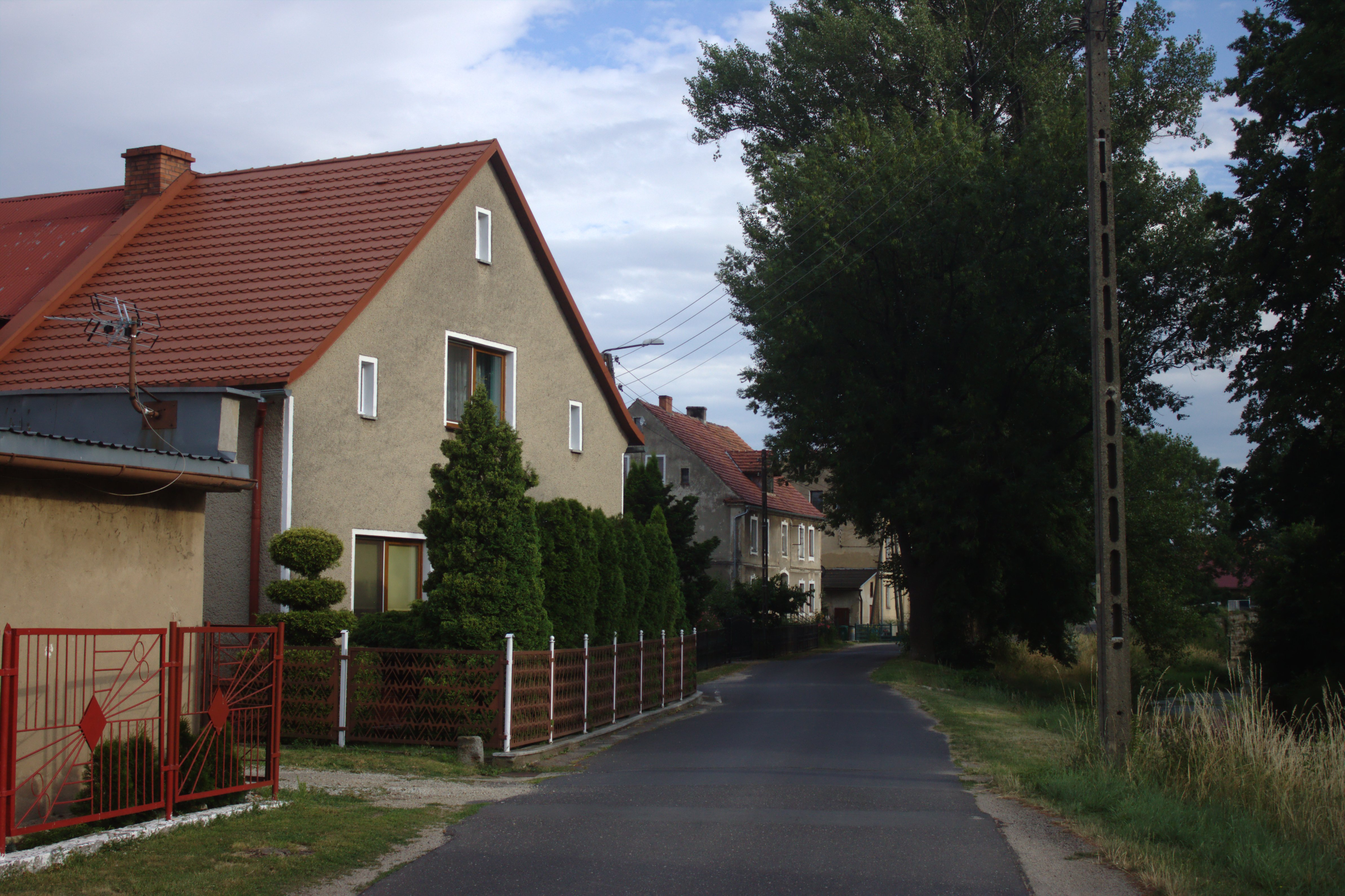